# Gijsbert van Veen
Gijsbert, Gijsbrecht oder Gysbrecht van Veen (* um 1562 in Leiden; † 1628 in Antwerpen) war ein niederländischer Maler, Zeichner und Kupferstecher, der für seine Porträtgemälde und Reproduktionsstiche bekannt ist.

## Leben
Gijsbert van Veen wurde um 1562 als Sohn von Cornelis Janszoon van Veen (1519–1591) und Geertruyd Simons van Neck (* 1530) geboren. Er war der Bruder von Otto, Pieter und Elisabeth van Veen. Sein Bruder Otto wurde ein bekannter Maler in Flandern, während Pieter ein bekannter Jurist in Den Haag wurde und ein Amateurmaler war. Die Familie van Veen war eine aristokratische Familie, und Vater Cornelis Janszoon bekleidete einige Male das Amt des Bürgermeisters von Leiden. Die katholische Familie, die dem spanischen König treu blieb, zog 1572, nach dem Beginn des niederländischen Aufstands, nach Antwerpen und dann nach Lüttich.
Otto van Veen reiste um 1574 oder 1575 nach Rom, wo er etwa fünf Jahre lang blieb. Es ist nicht klar, ob Gijsbert mit seinem Bruder Otto reiste oder sich ihm später in Italien anschloss. Es ist bekannt, dass er in Rom (1588) und Venedig (1589) Kupferstiche anfertigte. Seine Stiche in Rom wurden von Bernardino Passari und Johannes Statius veröffentlicht.
Nach seiner Rückkehr nach Flandern zog van Veen nach Brüssel, wo sein Bruder Maler am Hof der Erzherzöge Albrecht und Isabella geworden war. Auch er wurde sowohl als Künstler als auch als Diplomat mit dem Brüsseler Hof verbunden. Im Jahr 1603 erhielt van Veen 150 Livres aus staatlichen Mitteln für die Ausführung geheimer Missionen für die Erzherzöge Albert und Isabella. Im selben Jahr erhielt er 373 Livres 15 Sols als Teilzahlung von 873 Livres 15 Sols für Porträts von Albert, Isabella und den verstorbenen Philipp II. von Spanien, die er im Auftrag der Erzherzöge als Geschenk für Charles Philippe de Croÿ, Marquis d'Havré, malte.
Im Jahr 1604 erhielt er weitere 803 Livres und 10 Sols für Porträts des Königs und der Königin von Spanien, wiederum Geschenke für den Marquis von Havré, und für Porträts von Albert und Isabella, die im Jahr zuvor an den König von England geschickt worden waren.
Ab 1612 lebte er in Antwerpen, wo er auch starb.

## Werk
Van Veen malte Porträts und fertigte Reproduktionsstiche nach Werken anderer Künstler wie seinem Bruder Otto an. Von keinem seiner Porträts ist bekannt, dass es erhalten geblieben wäre.

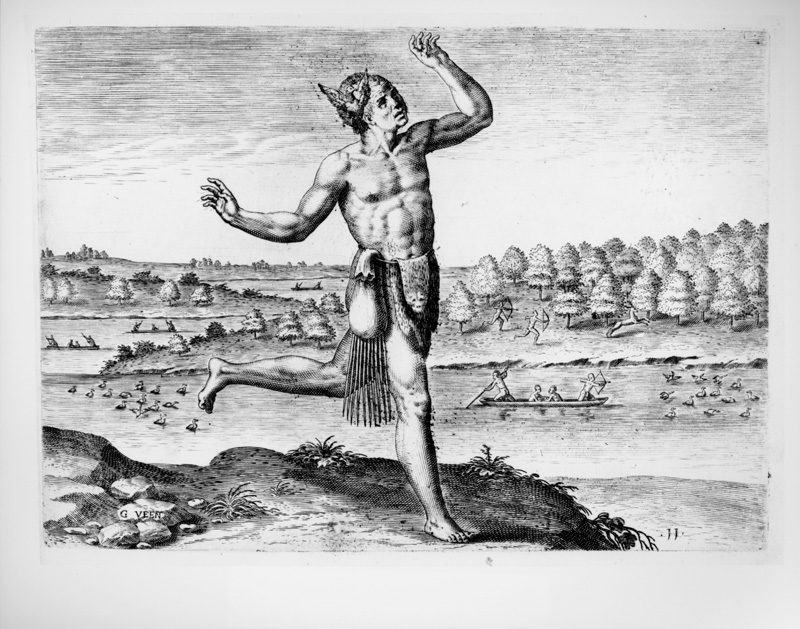
The Conjurer

Er machte Illustrationen für eine Reihe von vier Büchern an, die Theodor de Bry 1590 in vier Sprachen (Englisch, Deutsch, Französisch und Latein) in Frankfurt veröffentlichte. Bei den Büchern handelte es sich um illustrierte Versionen von Thomas Harriots A Briefe and True Report of the New Found Land of Virginia über die ersten englischen Siedlungen in Amerika und das Leben der Algonquin sprechenden Indianer in der Region Outer Banks im heutigen North Carolina. Die Illustrationen basieren auf den Aquarellzeichnungen des Kolonisten John White. Einer von van Veens Stichen für diese Buchreihe mit dem Titel The Conjurer (Der Zauberer) zeigt einen indianischen Medizinmann, der am Ufer eines Flusses ein Ritual durchführt.

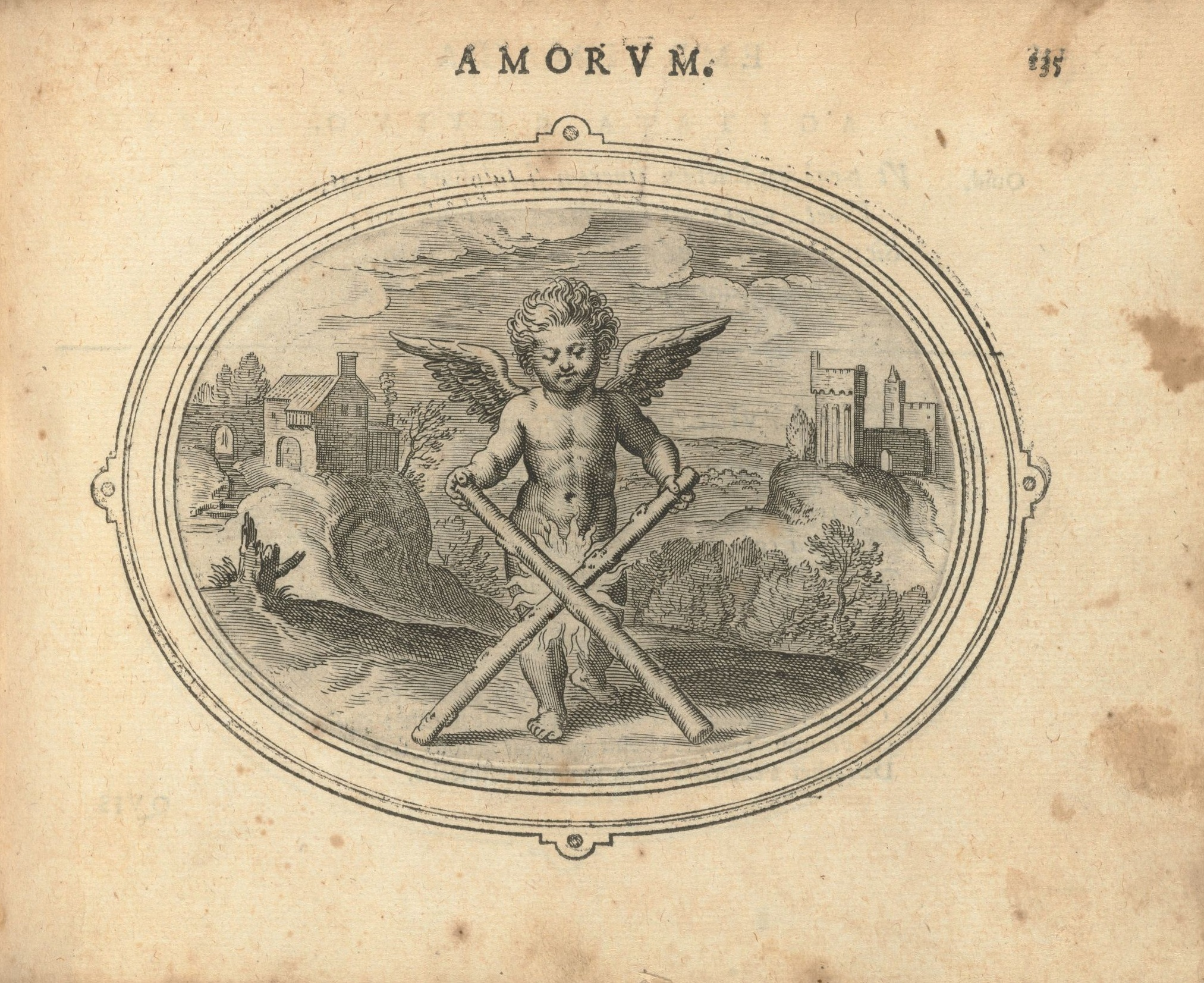
Amorum aus Amorum emblemata

Gijsbert van Veen wird auch die Anfertigung der Stiche nach Entwürfen seines Bruders Otto für das Horatier-Emblem-Buch Quinti Horatii Flacci emblemata : imaginibus in aes incisis, notisque illustrata zugeschrieben, das erstmals 1607 in Antwerpen von Hieronymus Verdussen veröffentlicht wurde. Dieses Buch erfreute sich anhaltender Beliebtheit, da es eine bahnbrechende Art des Emblemdrucks darstellte: Lateinischer Text auf der Rückseite und eine detaillierte Abbildung des Wappens auf der Vorderseite jeder aufgeschlagenen Seite. Spätere Ausgaben waren polyglott mit Text in Niederländisch, Französisch, Spanisch, Italienisch und Latein. In den folgenden 100 Jahren wurde es in zahlreichen Auflagen nachgedruckt und raubkopiert. Gijsbert van Veen fertigte außerdem die Stiche für zwei weitere Emblembücher seines Bruders Otto an: Amorum emblemata, figuris Aeneis incisa (1608) und die Amoris divini emblemata (1615).